# بییافروئلا
بییافروئلا (به اسپانیایی: Villafruela) یک شهرستان در اسپانیا است که در استان بورگس واقع شده‌است.

## خصوصیات
بییافروئلا ۵۱ کیلومترمربع مساحت و ۲۴۳ نفر جمعیت دارد.